# De eeuwige bron
De eeuwige bron (originele Engelse titel The Fountainhead) is een roman uit 1943 van de Amerikaanse schrijfster Ayn Rand. Het boek werd eerst uitgebracht bij uitgeverij Bobbs Merrill te Indianapolis in december 1943. Eerder hadden twaalf uitgevers het manuscript geweigerd. Ondanks een negatieve ontvangst in de pers bracht het haar al gauw publieke bekendheid en financiële onafhankelijkheid. Er is gesuggereerd dat ze zich voor de hoofdpersoon liet inspireren door Frank Lloyd Wright, maar dat werd ontkend door Rand en Wright.

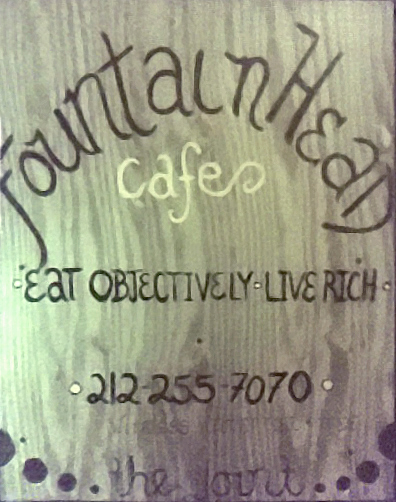
Café in New York, waarvan naam en motto geïnspireerd zijn op het boek

## Samenvatting
Howard Roark, een jonge eigenzinnige student architectuur, wordt van de architectenopleiding gestuurd.  Zijn vriend en rivaal Keating is de grote laureaat en begint meteen een beloftevolle carrière. Roark komt met zijn ontwerpen in een wereld vol onkunde, vijandschap en na-ijver niet aan de bak. Aanvankelijk werkt hij voor Henry Cameron, een onconventionele en aan lagerwal geraakte architect wiens werk hij bewondert. Roark helpt Keating, die veel commercieel succes heeft en steenrijk is, meerdere malen in het geheim met diens ontwerpen en ondergaat een karaktermoord door de boulevardpers onder leiding van de krant The Banner, die eigendom van mediamagnaat Gail Wynand is.  
De publieke opinie wordt sterk beïnvloed door de architectuurcriticus Ellsworth Toohey, die, zoals vele anderen, een progressieve en sociale tijdgeest wil scheppen, al gaat het Toohey in wezen enkel om macht; hij is een schijnheilige manipulator die de massa’s uitbuit door middel van zijn opzwepende toespraken en een reactionaire column in The Banner.  
Roark komt aan de kost als arbeider in een steengroeve en ontmoet zo zijn geliefde Dominique Francon (die hij verkracht), maar zij trouwt eerst met de incompetente Peater Keating en later met boulevardbladuitgever Wynand. 
Het loopt mis wanneer hij een tempel in opdracht van ene Stoddard moet bouwen: het bouwwerk wordt een radicaal seculiere kerk met een standbeeld van de naakte Dominique Francon erin, dat gebeeldhouwd is door Steven Mallory, een individualistische beeldhouwer die in de gevangenis heeft gezeten nadat hij Ellsworth Toohey had pogen dood te schieten. Toohey zweept de publieke opinie op tegen Roark, die zijn kantoor moet sluiten. 
Ondanks vele tegenslagen lukt het Roark stilaan als architect hogerop te komen. Verrassend genoeg komen Roark en Wynand goed overeen: Wynand is een self-made man uit de New Yorkse sloppenwijken, die in het geheim een kunstgalerij voor zijn persoonlijk gebruik bezit. Hij bewondert Roarks eigenzinnigheid, maar verdient in het dagelijkse leven de kost met populistisch gezwam in de dagbladen die hij uitgeeft: in tegenstelling tot Roark heeft hij geen integriteit. Roark werkt voor Keating een project voor goedkope woningen uit, maar ambtenaren en lobbygroepen hebben de plannen zodanig misvormd, dat Roark het afgewerkte bouwwerk opblaast. Hij wordt strafrechtelijk vervolgd maar wordt na een indrukwekkend pleidooi vrijgesproken. 
Uiteindelijk wordt hij ook herenigd met zijn geliefde. Dominique had reeds lang van tevoren het plan om Wynand te verlaten en ensceneert een sensatieverhaaltje voor de pers. Wynand laat zich van Dominique scheiden en doekt The Banner op. Als laatste eerbetoon aan Roark, die thans dus met zijn ex-vrouw getrouwd is, geeft hij hem de opdracht, de grootste wolkenkrabber van New York te bouwen.

## Stijl
De eeuwige bron is een ideeënroman, waarin de karakters eerder maatschappelijke krachten verbeelden dan psychologisch mogelijk zijn. De stijl doet denken aan die van Bordewijk in Bint en Karakter. Rand is onder meer beïnvloed door D.H. Lawrence in de beschrijving van de romance tussen Roark en Dominique en door Amerikaanse journalistieke romans van haar tijd.

## Pleidooi
Het werk is omschreven als een hartstochtelijk pleidooi voor het individualisme en het egoïsme van de scheppende mens. Het biedt een geëxalteerde kijk op het creatieve potentieel van de mens die onderdrukt wordt door conservatisme en collectivisme. Rand, die in 1926 uit bolsjewistisch Rusland gevlucht is, wil Amerika behoeden voor het socialisme, dat volgens haar Europa al in zijn macht heeft. Het boek kan worden gezien als een praktische uitwerking van haar filosofie van het objectivisme, die zij later nog zou ontvouwen in Atlas Shrugged (1957). Daarna legde ze zich meer toe op non-fictie.

## Vertaling
De eeuwige bron is de titel van een Nederlandse vertaling uit 1975 door Jan van Rheenen, herzien door Erica van Rijsewijk, en gedrukt door uitgeverij Luitingh te Laren in 1979. Een tweede druk verscheen in 1999; een derde in 2006. In augustus 2015 verscheen bij uitgeverij Luitingh-Sijthoff te Amsterdam een nieuwe vertaling door Theo Veenhof.

## Bewerkingen
The Fountainhead werd onder dezelfde titel in 1949 verfilmd in de studio's van Warner Bros., Hollywood, door regisseur King Vidor naar een scenario van Rand zelf en met Gary Cooper in de hoofdrol. In de film is het verhaal gereduceerd tot nog geen twee uur.
Tijdens het Holland Festival 2014 ging in de Stadsschouwburg Amsterdam een ruim vier uur durende bewerking van The Fountainhead in première. Het stuk van Toneelgroep Amsterdam werd geregisseerd door Ivo van Hove met in de hoofdrollen Ramsey Nasr (Howard Roark), Aus Greidanus jr. (Peter Keating) en Halina Reijn (Dominique Francon). Het stuk speelde voor uitverkochte zalen in Amsterdam, Rotterdam en Antwerpen en werd enthousiast onthaald op het Festival van Avignon en het Grec Festival in Barcelona.